# 白唇刺尾魚
白唇刺尾魚為輻鰭魚綱鱸形目刺尾魚亞目刺尾魚科的其中一個種，於1927年由美國魚類學家阿爾伯特·威廉·赫爾首次正式描述，模式產地為菲律賓的班塔延、宿霧和阿古塔亞。

## 分布
本魚分布於印度太平洋海域，包括印尼、吉里巴斯、馬爾地夫、塞席爾群島、帛琉、菲律賓、斯里蘭卡等海域。

## 深度
水深3至30公尺。

## 特徵
本魚體呈橢圓形而側扁。頭背部輪廓不特別凸出。口小，端位，上下頜各具一列扁平齒，齒固定不可動，齒緣具缺刻。體為暗褐色；在唇上面與後面為黑色且被一條藍白色條紋環繞；橫過胸有一條寬的白色條紋；尾部的基底有一條寬的藍白色的條紋，尾柄硬棘部為白色。魚鰭黑色；胸鰭具有一個白色的條紋在後部的第三個軟條。幼魚體褐色，尾鰭黃色。背鰭硬棘9枚、背鰭軟條24至25枚、臀鰭硬棘3枚、臀鰭軟條23枚。尾柄上有硬棘，易傷人。體長可達45公分。

## 生態
本魚棲息在臨海礁石區，屬草食性，以藻類為食。

## 經濟利用
可做為觀賞魚。